# خیابان آندراشی
خیابان آندراشی یا بلوار آندراشی (به مجاری: Andrássy út) یک بلوار به طول ۲٫۵ کیلومتر، و یکی از جاذبه‌های گردشگری بوداپست است که در فهرست میراث جهانی یونسکو به ثبت رسیده‌است.

## نام
دیْولا آندراشی نخست‌وزیر مجارستان در ۱۸۷۰ حامی طرح‌های نوسازی بوداپست به شیوه‌های نوین از مدل پاریس بود. پس از اتمام ساختِ بلوار در سال ۱۸۸۵، نیز نام او را بر بلوار گذاشتند. نام بلوار چندین بار در قرن بیستم عوض شده‌است: پس از جنگ جهانی دوم در ‎۱۹۵۰–۱۹۵۶ بلوار استالین؛ در ‎۱۹۵۶–۱۹۵۷ بلوار جوانان مجار؛ و در ‎۱۹۵۷–۱۹۹۹ بلوار جمهوری خلق و سپس دوباره به نام اصلی آن، بلوار آندراشی نام‌گذاری شد.

## ناصرالدین شاه
ناصرالدین شاه در سفر سومش به فرنگ از این بلوار رد شد، در خاطراتش در روز سه شنبه ۲۹ ذیحجه ۱۳۰۷ (۱۸۸۹ میلادی) آورده‌است: «.... برای تیاتر، از کوچه آندراشی رفتیم، این کوچه آندراشی از کوچه‌های بسیار خوب است، در تمام فرنگستان همچو کوچه‌ای نیست، عرضش دویست ذرع است، طولش دو هزار و پانصد کیلومتر بسیار خیابان عالی است، اطرافش خانه‌های ممتاز بسیار بلند چندین مرتبه دارد، چراغ‌های خوب در این خیابان است، بسیار خیابان شسته تمیز خوبی است، اغلب خیابان‌های پست پهن و عریض است، به‌خصوص این خیابان آندراشی که خیلی نقل دارد، به قدر بیست و پنج هزار جمعیت در اطراف راه ایستاده بودند، متصل اِ اِ (زنده باد به مجاری: Éljen) می‌کردند، خلاصه رسیدیم به تیاتر…». چهارشنبه غره محرم ۱۳۰۷: «... در روزنامه دیروز نوشته بودیم که کوچه آندراشی دویست ذرع عرض دارد، خلاف بود بیست ذرع بیشتر عرض ندارد…». بنابراین در مورد دو هزار و پانصد کیلومتر هم قطعاً اشتباهی رخ داده‌است (پانوشت کتاب).